# コニー・フランシス
コニー・フランシス（Connie Francis、本名 Concetta Rosa Maria Franconero（コンチェッタ・ローサ・マリア＝フランコネロ）、1937年12月12日 - 2025年7月16日）は、アメリカ合衆国出身の歌手、女優。イタリア系アメリカ人。
「ビルボードの選ぶ歴史上最も偉大なHot 100女性アーティスト」において14位。

## 経歴
11歳の頃からショーに出演し、1955年に「Freddy」で歌手デビューしたが、しばらくヒット曲はなかった。
1958年にリリースされた「Who's Sorry Now?」が大ヒットしてからは、1960年代前半にかけてヒット曲を連発。1960年「Everybody’s Somebody’s Fool」で全米シングル・チャート（Billboard Hot 100）1位を獲得し、同チャートで1位となった最初の女性アーティストとなった。1961年には「Together」がヒットし、『ビルボード』誌のアダルト・コンテンポラリーのシングルチャートで女性として初めて1位を獲得した。
女性初のロックンロール歌手とされ、さまざまなジャンルの歌を歌った。日本語、ドイツ語、ユダヤ語など、15の外国語でのレコードを吹き込んでいる。
1974年11月8日、ウエストベリー音楽フェアに合わせてニューヨーク市内でホテルに滞在中、突如客室内に不法侵入した黒人の男から強姦被害を受けるが、犯人は逮捕されていない。安全性を確保しなかったとしてモーテルチェーンを提訴し、約300万ドルを支払う判断が示された。

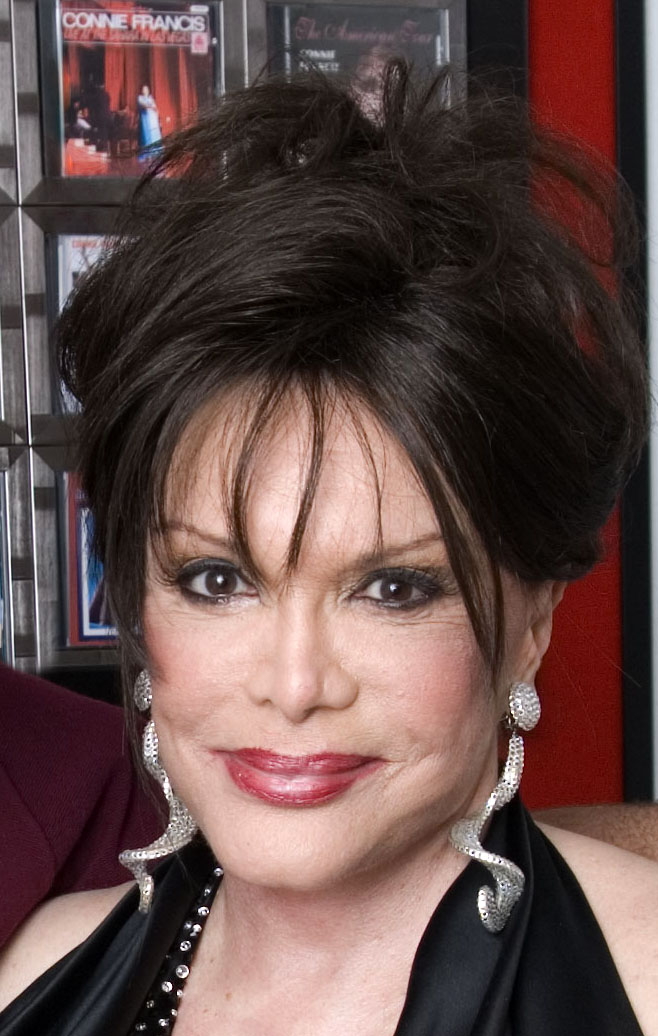
70歳代のコニー（2011年）

これまで4回結婚離婚歴が有り、2003年からTony Ferrettiと事実婚であったが、2022年に死別している。
世界各国でヒット曲がカバーされ、日本では弘田三枝子や中尾ミエなどのカバーがヒットして知られる。
民族舞踊を意識する「Misirlou（ミザルー）」を歌っている。のちに「パルプフィクション」や「TAXi」シリーズで有名なディック・デイルのギターによる曲調ができるが、無歌詞である。
2025年7月3日に自身のFacebookを通じて、骨盤骨折による検査と治療を受けた後、個室に移され快方に向かっていると報告していたが、再び激しい痛みを訴え、集中治療室に入るが容態が急変し、7月16日に87歳で亡くなった。

## 代表曲
ヴァケイション (Vacation)
1962年7月発売。ビルボード最高9位。ステレオ録音。同年に青山ミチ、伊東ゆかり、金井克子、弘田三枝子、安村昌子らによる競作でカバーする。当時の洋楽曲の日本語カバーは、競作の場合に多くは歌詞が異なるが、本曲はすべて漣健児の同一日本語詞であった。曲名表記は青山・伊東・弘田版が「ヴァケイション」、金井版が「バケイション」、安村版が「バケーション」と若干異なる。弘田三枝子盤が20万枚、青山ミチ盤が3万枚のヒットとなる。1993年にMi-Keがアルバム『甦る60's 涙のバケーション』で英語詞と漣健児の日本語詞でカバーし、「想い出の冬休み」「夢のデイト」「大人になりたい」も収録する。2002年に映画『ナースのお仕事ザ・ムービー』主題歌として観月ありさが漣健児の日本語詞でカバーする。曲名表記は「VACATION」で「朝倉いずみ with ナースのお仕事」名義。コニー自身が漣健児の日本語詞でも歌っている。イタリア系のコニーは、日本語が外国語で一番歌いやすく、録音時間も短かったと語っている。ラテン系のイタリア語、スペイン語は母音が5つで日本語の発音は容易である。
フーズ・ソリー・ナウ (Who's Sorry Now?)
1958年2月発売。ビルボード最高4位。自身初のミリオンセラー。モノラル録音。それまで9作のシングル盤が発売されたもののなかなかヒットに恵まれず、次の10作目でヒットが出なければ契約を打ち切るとレコード会社から伝えられていた。窮地に立たされたコニーに、彼女の父が、最後かもしれないなら、自分の大好きな曲を歌ってほしいと彼女に頼んだことでレコーディングをする運びとなった。コニーははじめ、「30年以上も前の古臭い曲は嫌だ」と歌うことを渋ったが、結果的には大ヒットとなり、コニーは歌手を続けられることになったのである。この曲が無ければ、後年の大スター“コニー・フランシス”も無かった。まさに、彼女の人生を変えた曲である。
のちに「 "Who's Sorry Now?" 以前の曲は全て、今回は誰風に歌おうと考えて歌っていたが、この曲では誰の真似でもなく自然に歌えた」と話している。彼女自身が自分の歌い方を見つけた、大きな転換点となる曲でもあった。
ボーイ・ハント (Where The Boys Are)
1961年1月発売。ビルボード最高4位。ステレオ録音。日本でカバーしたのは竹内まりや 他
カラーに口紅 (Lipstick On Your Collar)
1959年5月発売。ビルボード最高5位。ステレオ録音。
日本ではみナみカズみの訳詞で森山加代子や小泉今日子らが、山川啓介の訳詞で伊東ゆかりがカバーした。
泣かせないでね (Don't Break The Heart That Loves You)
1962年1月発売。ビルボード最高1位。ステレオ録音。
間抜けなキューピッド (Stupid Cupid)
1958年7月発売。ビルボード最高14位。モノラル録音。1998年にフジテレビで放映されたドラマ「Days」で挿入曲として用いられた。テレビ東京『モヤモヤさまぁ〜ず』では提供ベースに流れるBGMとして用いられた。
アモング・マイ・スーベニル (Among My Souvenirs)
1959年11月発売。ビルボード最高7位。モノラル録音。
マイ・ハピネス  (My Happiness)
1958年11月発売。ビルボード最高2位。ステレオ録音。
アイム・ソーリー・アイ・メイド・ユー・クライ (I'm Sorry I Made You Cry)
1958年4月発売。ビルボード最高36位。モノラル録音。
可愛いベイビー (Pretty Little Baby)
アメリカではシングル発売されておらず、日本独自のヒット曲である。ステレオ録音。
1962年に中尾ミエ（ビクター）、森山加代子（東芝）、沢リリ子（テイチク）、後藤久美子（コロムビア）の4社競作でカバー。中でも中尾ミエ盤が一番売れた。
夢のデイト (Someone Else's Boy)
日本独自のヒット曲。
ロリポップ・リップス (Lollipop Lips)
アメリカでは発売されず。日本独自のヒット曲。渡辺トモコや「九重佑三子とダニー飯田とパラダイス・キング」が競作でカヴァーした。
大人になりたい (Too Many Rules)
1961年発売。ビルボード最高72位だったが、日本では伊東ゆかり、後藤久美子などの歌で大ヒットした。

## エピソード
- 作詞家・松本隆は松田聖子を評して「彼女は、僕にとってコニー・フランシス」と語っている[6]。
- 「キッスは目にして!」のヒットで知られるザ・ヴィーナスのヴォーカルのコニーは、敬愛するコニー・フランシスのヒット曲を日本語詞で歌ったカバーアルバム『ディア・コニー～コニー・サン、コニー・フランシスを歌う』をリリースしている[7]。
- 国生さゆりが「バレンタイン・キッス」を歌った際、コニー・フランシスを意識して髪をポニーテールにした。
- サザンオールスターズの「いなせなロコモーション」[8]、河合奈保子の「夢みるコーラス・ガール」[9]の歌詞にコニー・フランシスが登場する。
- フジテレビ『ポンキッキーズ』シリーズに登場した女の子のキャラクターの名前はコニーちゃん、コニーちゃんのペットの大柄のカエルの名前はフランシスだった。

## 出演映画
- ボーイハント（1960年）
- 渚のデート（1963年）
- ハートでキッス（1964年）
- 青空のデート（1965年）